# Oberbau W

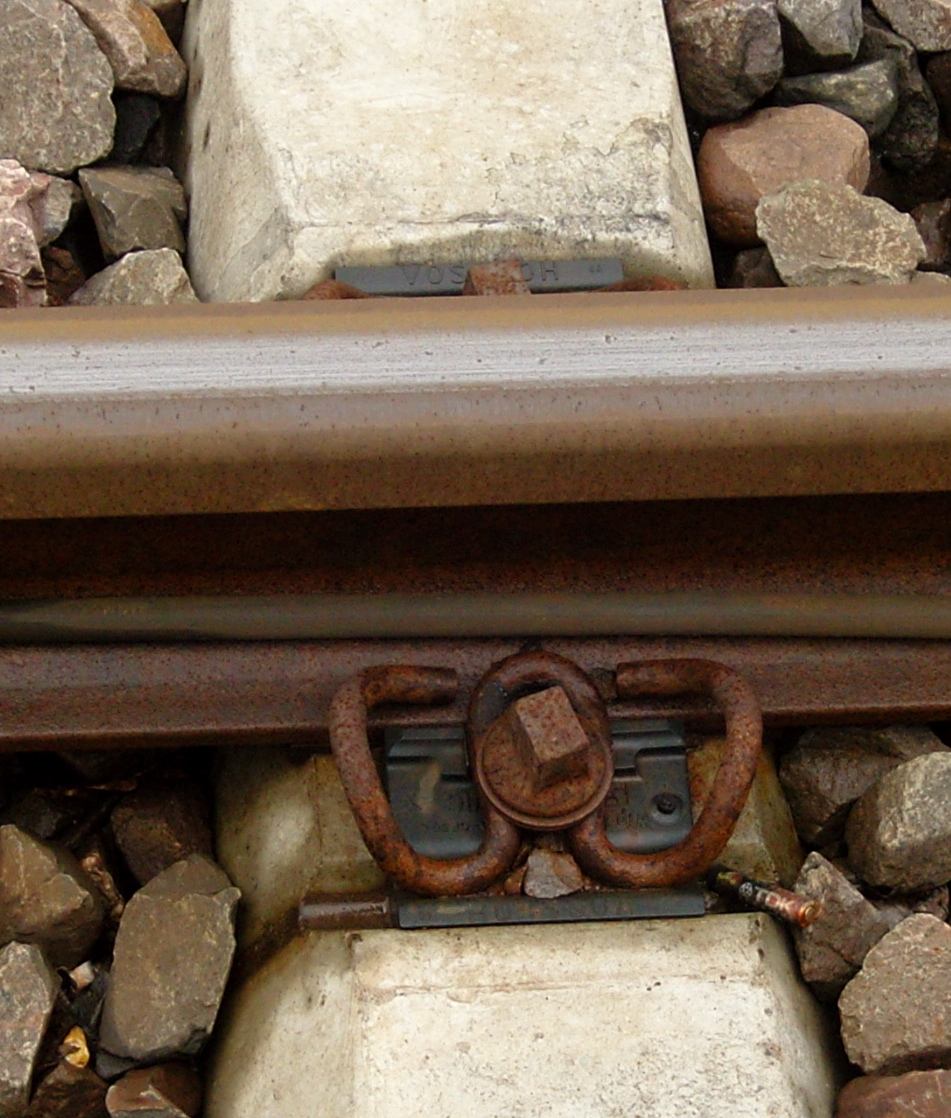
Oberbau W: Einzelne Schienenbefestigung mit neuer Spannklemme

Der Oberbau W ist eine vom Unternehmen Vossloh entwickelte Schienenbefestigung auf Betonschwellen.
Die dafür verwendeten Schwellen sind an den zwei Befestigungsstellen besonders geformt. Sie haben dort Vertiefungen, deren Profil an ein in die Breite gedehntes W erinnert: je ein V-förmige Vertiefung an den beiden Rändern und dazwischen eine etwa halb so tief liegende breite Ebene. An die Ränder wird zum seitlichen Führen des Schienenfußes je eine zum System gehörende Winkelführungsplatte Wfp aus Stahl oder Kunststoff eingelegt. Die Winkelführungsplatten haben an der Unterseite eine V-förmige Leiste, die in die entsprechende Nut in der Schwelle eingreift. Durch diesen Formschluss wird die Montage erleichtert: die eingelegten Winkelführungsplatten bilden zwischen sich bereits die richtige Breite für den Schienenfuß. Durch die Leiste an der Winkelführungsplatte wird zudem die Höhe der Fläche vergrößert, über die die horizontale Führungskraft in den Beton eingeleitet wird. Die Schienenneigung, in Deutschland bei Gleisschwellen generell 1:40, also ca. 1,4°, ist in den Schwellenkörper eingearbeitet.
Die Befestigung der Schienen erfolgt durch eine Bohrung in den Winkelführungsplatten mit in Kunststoffdübel in der Schwelle einzudrehenden Schwellenschrauben. Letztere sind Standardschrauben für Betonschwellen. Zwischen Schwellenschraube und Schienenfuß befindet sich mit der Epsilonspannklemme ebenfalls ein bereits früher standardisiertes (elastisches) Befestigungselement. Die Winkelführungsplatten haben die dafür erforderlichen Aufnahmestellen: eine Rille über dem V außen (in der sich die Schenkel der Mittelschlaufe abstützen) und einen Bock (oder eine Leiste) innen (als Anschlag für den Bogen der Mittelschlaufe, bei dessen Erreichen das Eindrehen der Schraube beendet ist).

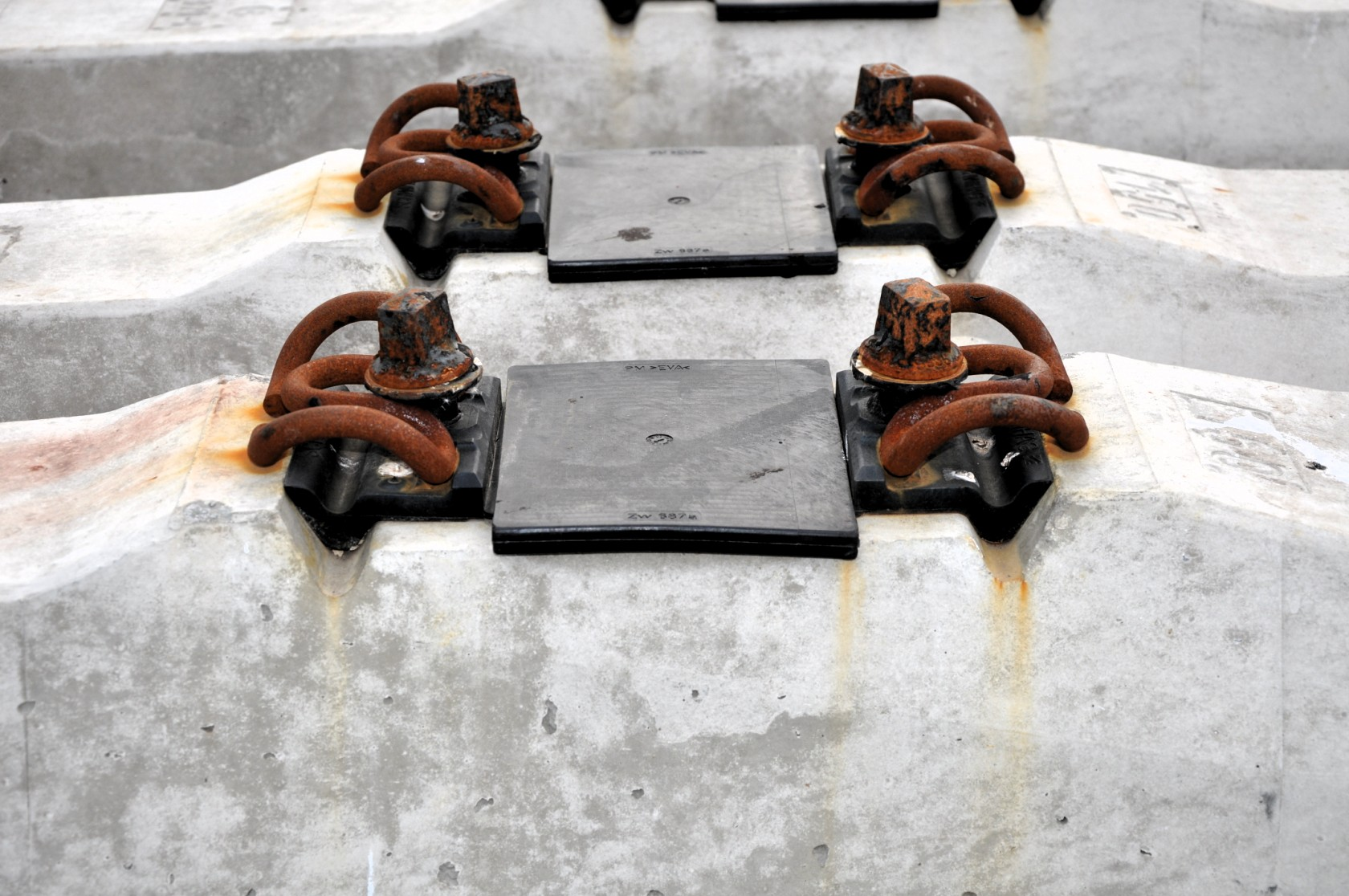
Schwellen für Oberbau W mit Schienenbefestigungsmitteln in Vormontageposition

Die Schwellen werden mit vormontierten Befestigungsteilen geliefert. In der ursprünglichen Ausführung sind die Spannklemmen um 180° verdreht, so dass der Raum für das Absetzen der Schienen frei ist. Vor dem Befestigen werden sie in die Betriebslage gedreht und gegen die Schienen verschoben, bevor die Schwellenschrauben festgezogen werden. Für den Einbau mit Schnellbaumaschinen wurden Spannklemmen mit einer längeren Mittelschlaufe eingeführt, die unverdreht weiter herausgezogen vormontiert werden und auch so den Raum zum Absetzen der Schienen frei lassen. Dadurch entfällt das Drehen in die Betriebsstellung.
Ein Nachteil des Oberbaues W war lange, dass für jede Schienenfußbreite eine eigene Schwellenform benötigt wurde. Die Schienenfußbreite wird bei deutschen Schwellen auf einer Seite einbetoniert. Mit längeren Winkelführungsplatten und Spannklemmen ist es seit etwa 2015 möglich, Schwellen für eine Schienenfußbreite von 150 mm an eine Fußbreite von 125 mm anzupassen.

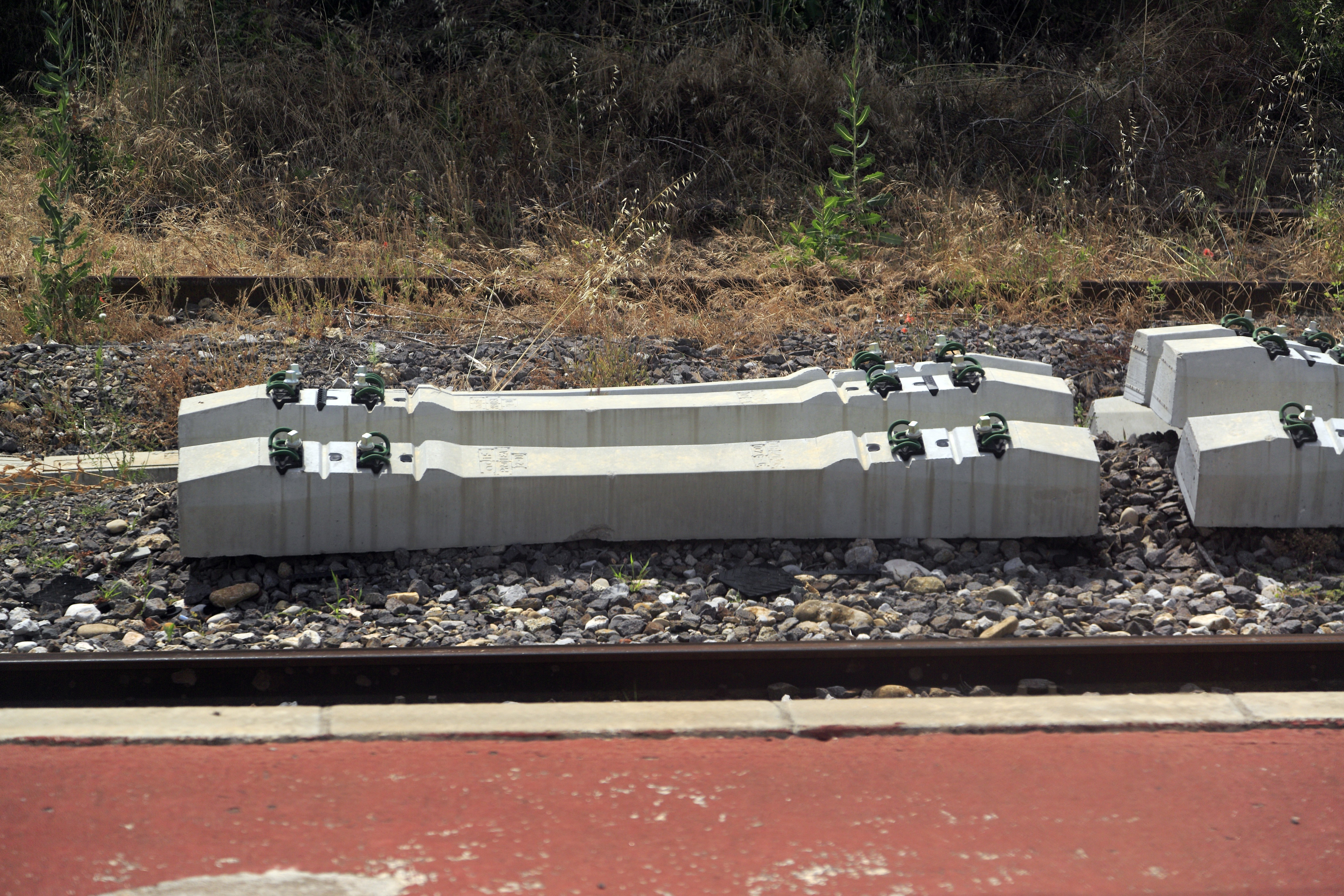
Umspurbare W-Betonschwellen in Spanien, vormontiert in Breitspurstellung

In Deutschland sind für Fernbahnanwendungen die Schwellenbauarten B70 für Regelanwendungen, B90 in verstärkter Ausführung als Übergang auf Weichenschwellen oder für Wegübergänge und Blockschwellen mit senkrecht stehenden Schienen als Weichenschwellen und den Einbau zwischen nahe beieinander liegenden Weichen oder Kreuzungen üblich. Dazu kommen Sonderschwellen mit verringerter Bauhöhe, für Straßenbahnanwendungen mit Rillenschienen und abweichenden Spurweiten. In vielen Ländern stellen Lizenznehmer eigene Schwellen mit Schienenbefestigung W her. Eine Sonderstellung nehmen die spanischen traviesas polivalentes mit eingearbeiteten Schienenaufnahmen für Regel- und iberische Breitspur ein, die das Umspuren des liegenden Gleises in beide Richtungen durch einfaches Versetzen der Winkelführungsplatten, bei Bedarf auch mehrfach, ermöglichen. Eingebaut werden sie seit 1991.